# ذؤيب بن موسى الوادعي
ذؤيب بن موسى الوادعي الهمداني الداعي المطلق (توفي في 29 أبريل 1151) كان أول داعي مطلق ، وهو منصب السلطة الروحية في الإسلام الطيبي الإسماعيلي . تم تعيينه في هذا المنصب من قبل الملكة أروى الصليحي .

## حياته
بدأ ذؤيب مسيرته المهنية كعضو في الدعوة المستعلية الموالية للدولة الفاطمية في اليمن ، وترقى حتى أصبح مساعدًا للداعي يحيى بن لمك. قبل وفاته بقليل في عام 1126، اختاره ابن لمك، بعد التشاور مع الملكة الصليحية أروى الصليحي ، خليفةً له. 
في عام 1130، وبعد وفاة الإمام الفاطمي الخليفة الآمر بأحكام الله، انقسمت الإسماعيلية المستعلية إلى فرعين؛ الحافظية والطيبية، حيث اعترف الأول بخلافة ابن عم الآمر الحافظ لدين الله، بينما اعترف الثاني بخلافة ابن الآمر الرضيع الطيب . وفي اليمن، انحازت الملكة أروى المؤيدة للفاطميين حتى ذلك الوقت إلى الطيبيين وقطعت العلاقات مع القاهرة ، في حين اعترفت السلالات الإقليمية للهمدانيين والزريعيين بمطالبات الحافظ.  حتى وفاتها عام 1138، كانت أروى ترأس الدعوة الطيبية الجديدة فعليًا، واعتبرها الطيبيون الحجة ، والدليل الحي على الإمام الخفي ( المستور ) الطيب. وبدعم من ذويب ودعاة آخرين، قضت الملكة معظم سنواتها الأخيرة في تنظيم الطائفة الجديدة. وبعد عام 1132م بقليل، عيَّنت ذؤيب داعيًا مطلقًا ، مما جعله رئيسًا للدعوة نيابة عن الإمام الغائب.  ولم تكن هذه مهمة سهلة، إذ لم يتبنَّ بقية حكام اليمن المذهب الإسماعيلي الطيبي، وبعد وفاة أروى أصبح الطيبيون بلا راعٍ قوي. ومع ذلك، وبفضل إنشاء تسلسل هرمي مستقل، منفصل عن كل من الفاطميين والصليحيين، تمكنت الدعوة الطيبية ليس فقط من البقاء على قيد الحياة في كلا النظامين، بل وانتشرت أيضًا في المنطقة. 
بصفته داعيًا ، تمكن ذؤيب من جعل الخطاب بن الحسن بن أبي الحفاز شيخ قبيلة الحجر من قبيلة بني همدان أن يصبح إسماعيليًّا. كان الخطاب محاربًا ماهرًا وشاعرًا وعالمًا دينيًا بارزًا، وأصبح المساعد الرئيسي لذؤيب، وموردًا مهمًا للقضية الصليحية والطيبية، حتى مقتله على يد أبناء أخيه في نزاع على مشيخة قبيلة حجر في عام 1138.  خلف الخطاب في منصب المساعد الرئيسي ( المأذون ) همداني آخر، وهو إبراهيم بن الحسين الحامدي. وعندما توفي ذؤيب سنة 1151، أصبح إبراهيم الداعي المطلق الجديد. 
1. 1 2 3 4  Daftary 2007، صفحة 264.
2. ↑  Daftary 2007، صفحات 241–243, 248.
3. ↑  Daftary 2007، صفحة 265.